# قصة شكرواتي فارمد
قصة شكروتي فارمد (بدلاً من ذلك قصة شكروتي فيرماد ، حرفياً "حكاية حاكم الشيرا العظيم" ) هي مخطوطة عربية من تأليف مجهول.   يُقال إن القصة هي النسخة المسجلة الأقدم والأكثر تفصيلاً وشمولاً لأسطورة تشيرامان بيرومال (في جنوب الهند). 
تتتبع أسطورة تشيرامان بيرومال دخول الإسلام على ساحل مالابار. تحكي جميع المصادر الإسلامية من عام 1500 م قصة تاجر توابل هندوسي تقليدي من ولاية كيرالا ، يُدعى تشيرامان بيرومال  قام بتقسيم تجارة التوابل بين عائلته وشركائه في العمل  وأبحر إلى جدة لأداء فريضة الحج السنوية إلى المدينة السورية. البتراء وإلى الكعبة في مكة، ضريح قريش ، في عصر ما قبل الإسلام للحج الإسلامي.  ربما مات أثناء رحلة عودته التجارية من سوريا إلى ساحل مالابار. 
شاكارواتي فارماد هي نسخة عربية من اللقب الملكي الهندي في العصور الوسطى "شاكرافارتي تشيرامان بيرومال". ويُشار أيضًا إلى ملك الشيرا (تاجر التوابل) في النص باسم "السلطان شكرواتي".  القصة محفوظة حاليًا في المكتبة البريطانية (سجلات مكتب الهند، MS. Islami 2807d، fols. 81a-104a).  

## إصدارات الأسطورة
تم دمج الإصدارات الأحدث من أسطورة تشيرامان بيرومال بواسطة
- زين الدين مخدوم في تحفة المجاهدين (القرن السادس عشر الميلادي) [2] ⁸ وفي
- تاريخي فيريشتا ( الفارسية ، القرن السابع عشر الميلادي).

يمكن أيضًا رؤية إصدارات متنوعة من الأسطورة
- عدد من المصادر الأدبية في ولاية كيرالا في العصور الوسطى (مثل كيرالولباتي ) [3] و
- السجلات البرتغالية. [3]
- كما ذكر بعض العلماء نسخة التيلجو من الأسطورة. [4]

بحسب الباحث ي. فريدمان ، فإن النسخة الشهيرة التي رواها زين الدين مخدوم مشتقة مباشرة من القصة .  على عكس بعض النسخ الأخرى من الأسطورة، فإن أجزاء كبيرة من القصة تحدث بعد وفاة الملك على الساحل العربي. 